# Castagneti di Morro (Foligno)
Castagneti di Morro (Foligno) este o arie protejată (arie specială de conservare — SAC, sit de importanță comunitară — SCI) din Italia întinsă pe o suprafață de 53 ha, integral pe uscat.

## Localizare
Centrul sitului Castagneti di Morro (Foligno) este situat la coordonatele 42°57′15″N 12°50′27″E / 42.954167°N 12.840833°E.

## Înființare
Situl Castagneti di Morro (Foligno) a fost declarat sit de importanță comunitară în noiembrie 1996 pentru a proteja 1 specie de animale. Situl a fost protejat și ca arie specială de conservare în august 2014.

## Biodiversitate
Situată în ecoregiunea mediteraneană, aria protejată conține 4 habitate naturale: Păduri de fag din Apenini cu Taxus și Ilex, Pajiști uscate seminaturale și facies de acoperire cu tufișuri pe substraturi calcaroase (Festuco-Brometalia) (* situri importante pentru orhidee), Păduri de Castanea sativa, Formațiuni de Juniperus communis pe lande sau pajiști calcaroase.
La baza desemnării sitului se află o specie protejată de  nevertebrate: fluturele auriu (Euphydryas aurinia)
Pe lângă speciile protejate, pe teritoriul sitului au mai fost identificate 1 specie de nevertebrate.